# Saint-Loup, Creuse
Saint-Loup är en kommun i departementet Creuse i regionen Nouvelle-Aquitaine i de centrala delarna av Frankrike. Kommunen ligger i kantonen Chambon-sur-Voueize som tillhör arrondissementet Aubusson. År 2022 hade Saint-Loup 192 invånare.

## Befolkningsutveckling
Antalet invånare i kommunen Saint-Loup
Referens:INSEE